# Cerkiew Wszystkich Świętych w Hajnówce
Cerkiew pod wezwaniem Wszystkich Świętych – prawosławna cerkiew cmentarna w Hajnówce. Należy do parafii Narodzenia św. Jana Chrzciciela w Hajnówce, w dekanacie Hajnówka diecezji warszawsko-bielskiej Polskiego Autokefalicznego Kościoła Prawosławnego.
Cerkiew wzniesiono w 1953 r. na cmentarzu prawosławnym w Hajnówce, staraniem ówczesnego proboszcza miejscowej parafii, ks. Antoniego Dziewiatowskiego. Świątynia została rozbudowana w latach 1995–1998. Budowla drewniana, o konstrukcji zrębowej, malowana na biało, z obszerną kruchtą, wysoką nawą i niewielkim, zamkniętym prostokątnie prezbiterium. Wszystkie dachy blaszane; nad kruchtą dwuspadowy dach tworzący okap. Nad frontową częścią nawy wieża (w dolnej części czworoboczna, w górnej – sześcioboczna), zwieńczona baniastym hełmem.
Od 1996 r. cerkiew podlega parafii Narodzenia św. Jana Chrzciciela w Hajnówce.